# Macaca nemestrina
Macaque à queue de cochon des îles de la Sonde
Espèce
Statut de conservation UICN

 EN A2cd : En danger
Statut CITES
Le macaque à queue de cochon des îles de la Sonde (Macaca nemestrina) est une espèce de macaque vivant dans les forêts tropicales humides de l'Asie du Sud-Est.

## Dénominations
Ce primate est également simplement appelé macaque à queue de cochon. 
Buffon le désigne sous le nom de Maimon.

## Description

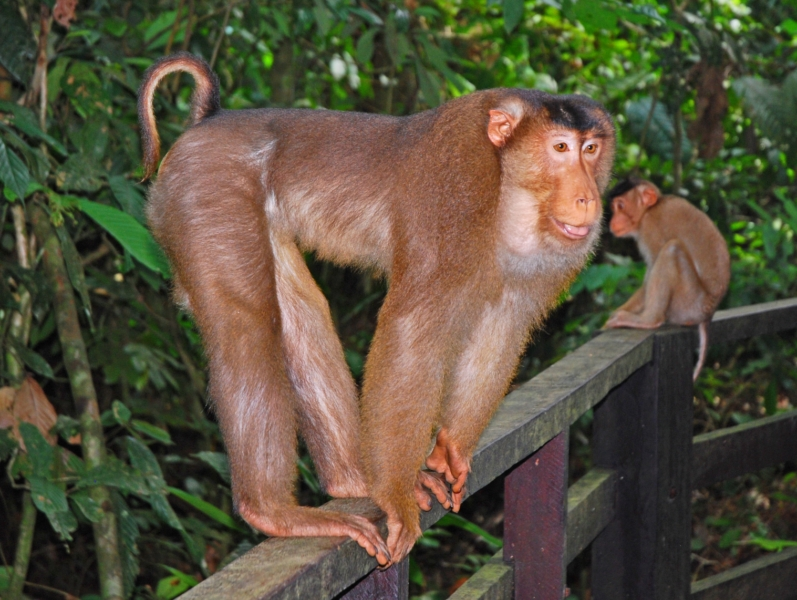
Macaca nemestrina

Les macaques à queue de cochon sont brun-chamois avec le dos plus foncé et les parties inférieures du corps plus claires.
Ils doivent leur nom commun à leur queue courte et maintenue en semi-érection qui rappelle celle du cochon. Ils ont l'avant-bras aussi long que la jambe arrière.
Comme chez tous les macaques, les mâles sont en général plus gros et plus grands que les femelles.
Surtout terrestres, ces singes sont tout de même d’habiles grimpeurs. Comme tous les macaques, ils aiment l’eau (contrairement à la quasi-totalité des primates).
Il existe une hiérarchie chez les mâles, basée sur la force, et chez les femelles, basée sur l’hérédité. Ainsi, la fille de la femelle dominante sera immédiatement placée au-dessus de toutes les autres femelles du groupe. C’est d’ailleurs la femelle dominante qui mène le groupe, le rôle du mâle étant plus de gérer les conflits dans le groupe et de le défendre.

## Reproduction
La gestation des femelles dure environ 6 mois. Elle donnera naissance à un petit tous les deux ans. La maturité sexuelle est atteinte à 3-5 ans et le sevrage à 4-5 mois.

## Organisation sociale
Ils vivent en grands groupes (généralement de 14 à 40 individus et parfois jusqu'à plus de 100 individus) qui se séparent en groupes plus petits durant la journée pour chercher à manger.

## Mensurations
Taille : corps et tête : 47-58,5 cm ; queue : 14-23 cm
Poids : 3,5-9 kg

## Nutrition
Les macaques à queue de cochon sont omnivores et se nourrissent essentiellement de végétaux (fruits, graines, baies, céréales), de champignons et d’invertébrés.
Ce primate  a des bajoues qu'il peut remplir de nourriture pour ensuite la consommer à un moment ultérieur.

## Habitat

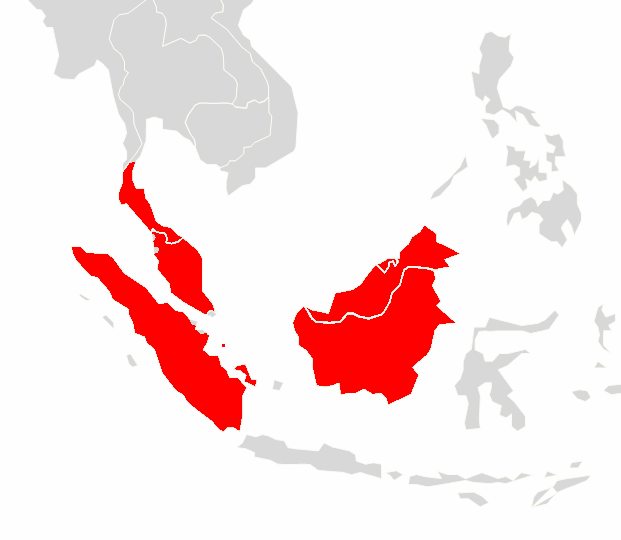
Aire de répartition du macaque à queue de cochon des îles de la Sonde

Asie du Sud-Est., à Bornéo et à Sumatra, en Malaisie  et à Brunei et en Thaïlande.
Forêt tropicale humide, jusqu’à 2 000 mètres d’altitude.

## Statut

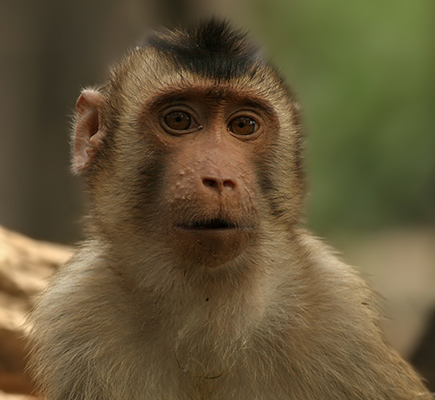
Un individu juvénile.

Annexe II de la convention de Washington (CITES). Classé vulnérable par l’UICN. Il est menacé par la déforestation, la chasse et les captures pour la recherche médicale. Il a presque disparu de l'île de Bornéo.

## Découverte et taxinomie
Cette espèce a été décrite pour la première fois en 1766 par Carl von Linné sous le nom Simia nemestrina.

### Sources externes
- (en) Mammal Species of the World (3e  éd., 2005) :  Macaca nemestrina
- (en) CITES : Macaca nemestrina (Linnaeus, 1766)  (+ répartition sur Species+) (consulté le 22 mai 2015)
- (fr + en) ITIS : Macaca nemestrina (Linnaeus, 1766)
- (en) Animal Diversity Web : Macaca nemestrina
- (en) NCBI : Macaca nemestrina (taxons inclus)
- (en) UICN : espèce Macaca nemestrina (Linnaeus, 1766) (consulté le 22 mai 2015)
- (en) Fonds documentaire ARKive : Macaca nemestrina